# دورنمات ۱۴۰۴۱
سیارک ۱۴۰۴۱ (به انگلیسی: 14041 Durrenmatt، نامگذاری:1995SO54) چهارده هزار و چهل و یکمین سیارک کشف شده‌است که در ۲۱ سپتامبر ۱۹۹۵ کشف شد.
قدر مطلق سیارک برابر ۱۴٫۶۰ است.